# C21H23N
化学式C21H23N（摩尔质量：289.41 g/mol）可以指：
- 2-(3,5-二甲基苯基)-5-(2-甲基丙基)喹啉，CAS号：1404491-67-3
- 他克拉明，CAS号：34061-33-1
- 1-甲基-3-丁基-2,5-二苯基吡咯，CAS号：13901-81-0
- 3-己基-2-苯基喹啉，CAS号：885502-04-5
- 3-环己基-1-苄基吲哚，CAS号：1482496-88-7
- 1-(3-苯基-1-对甲苯基丙-2-炔基)哌啶，CAS号：592521-36-3

|  | 这个同类索引页列出了具有相同分子式的化学物（即同分異構體）条目。 除非您是有意链接至本页，否则应将相应条目的内部链接指向正确的条目。 |